# 多山站
多山站（：／ Dasan yeok */?）曾为韩国铁路湖南线上的一个车站，位于全罗北道益山市咸悦邑，已于2006年废止。

## 历史
- 1967年6月3日，落成使用[1]。
- 2006年6月23日，停止使用[2]。